# Arón Sánchez
José Arón Sánchez Flores, noto semplicemente come Arón Sánchez (Callao, 4 maggio 2003), è un calciatore peruviano, difensore dell'Academia Cantolao.

## Caratteristiche tecniche
È un difensore centrale.

## Carriera

### Club
Cresciuto nel settore giovanile dell'Academia Cantolao, debutta in prima squadra il 2 febbraio 2020 in occasione dell'incontro di Liga 1 vinto 2-1 contro il Cienciano; il 3 novembre seguente realizza la sua prima rete nella trasferta persa 4-2 contro l'Univ. Técnica de Cotopaxi.

### Nazionale
Ha giocato nella nazionale peruviana Under-17.
Nel 2023 ha partecipato al campionato sudamericano Under-20.

## Statistiche
Statistiche aggiornate al 24 aprile 2021.

### Presenze e reti nei club
| Stagione        | Squadra           | Campionato      | Campionato | Campionato | Coppe nazionali | Coppe nazionali | Coppe nazionali | Coppe continentali | Coppe continentali | Coppe continentali | Altre coppe | Altre coppe | Altre coppe | Totale | Totale | Totale |
| Stagione        | Squadra           | Comp            | Pres       | Reti       | Comp            | Pres            | Reti            | Comp               | Pres               | Reti               | Comp        | Pres        | Reti        | Pres   | Reti   |        |
| --------------- | ----------------- | --------------- | ---------- | ---------- | --------------- | --------------- | --------------- | ------------------ | ------------------ | ------------------ | ----------- | ----------- | ----------- | ------ | ------ | ------ |
| 2020            | Academia Cantolao | L1              | 20         | 3          | CP              | 0               | 0               |                    | -                  | -                  |             | -           | -           | 20     | 3      |        |
| 2021            | Academia Cantolao | L1              | 5          | 1          | CP              | 0               | 0               |                    | -                  | -                  |             | -           | -           | 5      | 1      |        |
| Totale carriera | Totale carriera   | Totale carriera | 25         | 4          |                 | 0               | 0               |                    | -                  | -                  |             | -           | -           | 25     | 4      |        |